# Ain't That a Groove
"Ain't That a Groove" é uma canção escrita por James Brown e Nat Jones. Brown a gravou em 1965 com vocais femininos providos pelo grupo The Jewels e uma banda de estúdio arranjada e conduzida por Sammy Lowe. Lançada em single de duas partes em 1966, alcançou o número 6 na parada R&B e 42 na parada Pop. Um versão sem edições da gravação foi incluída no box set de 1991 Star Time.
Brown apresenta uma versão ao vivo de "Ain't That a Groove" em seu álbum de 1967 Live at the Garden.
A canção também está presente no filme Dead Presidents.